# Ernst Grafström
Ernst Anders Grafström, född 19 juni 1879 i Enköping, död 20 juli 1932 i Stockholm, var en svensk företagsledare.
Ernst Grafström var son till rektorn Carl Albert Grafström och bror till Eskil Grafström. Han blev underlöjtnant vid Karlskrona artillerikår 1899, genomgick Artilleri- och ingenjörhögskolan 1899–1902, blev 1902 löjtnant vid kustartilleriet och kapten i reserven 1915. Grafström anställdes 1900 vid S. Gumaelius annonsbyrå. Från 1908 var han vice VD för firman och efter hans moster Sofia Gumaelius död 1915 VD samt från 1918 VD för hela företaget AB S. Gumaelius. Under Grafströms ledning utvecklades annonsbyrån till ett storföretag med filialkontor i London från 1913 och i Oslo från 1914. År 1927 flyttades huvudkontoret till lokaler på Fredsgatan 10. Grafström var en av stiftarna av Annonsbyråernas förening (senare Annonsbyråernas ekonomiska förening) och ordförande där 1919–1930 samt styrelseledamot i Svenska reklamförbundet 1931–1932. Han är begravd på Norra begravningsplatsen utanför Stockholm.